# Masdevallia nigricans
Masdevallia nigricans är en orkidéart som beskrevs av Willibald Königer och Sijm. Masdevallia nigricans ingår i släktet Masdevallia och familjen orkidéer. Inga underarter finns listade i Catalogue of Life.